# Estadio El Campín

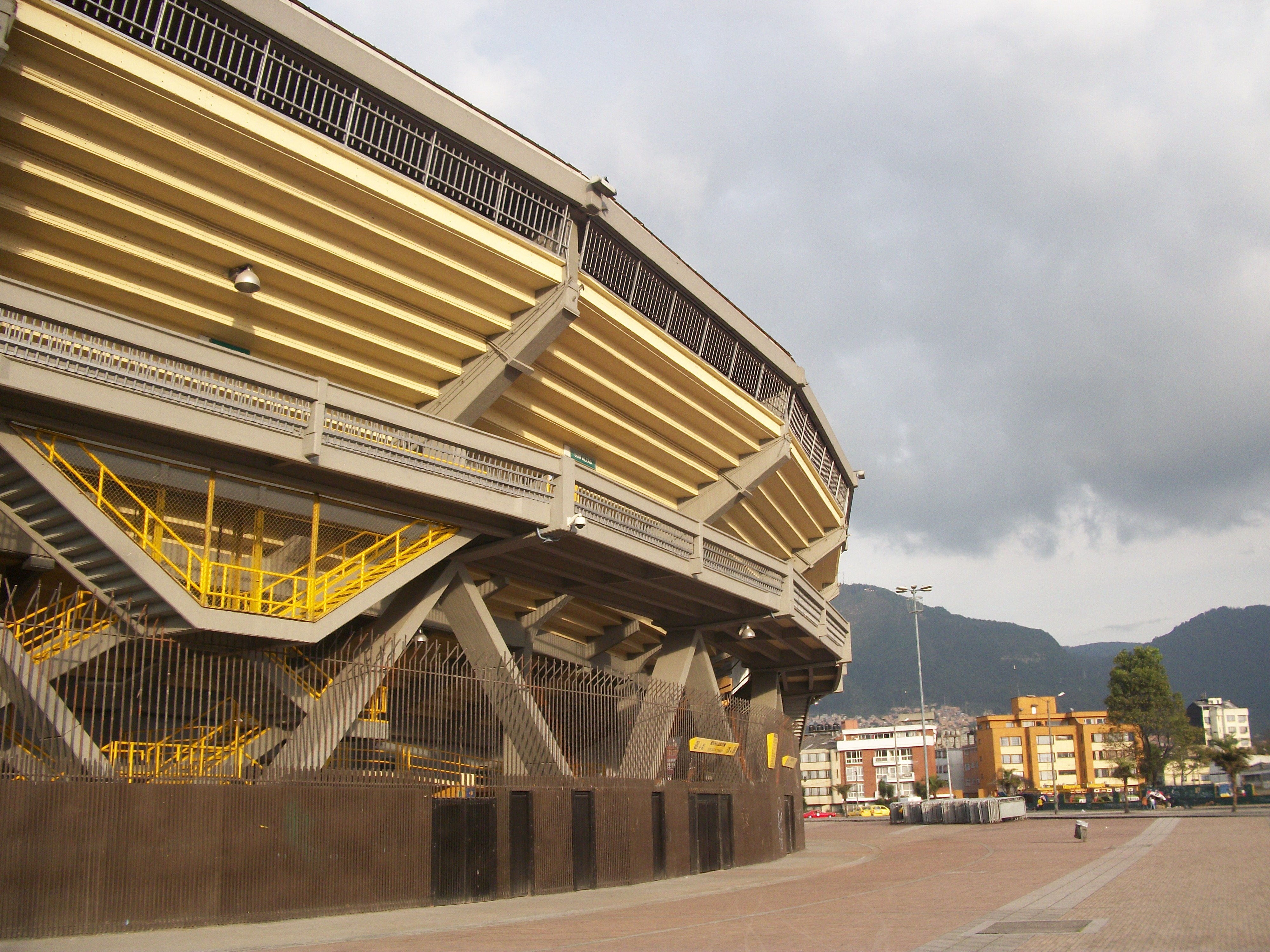
Stadion Nemesio Camacho

Stadion Nemesio Camacho, znany również jako El Campin – stadion piłkarski w Bogocie, stolicy Kolumbii. Został zbudowany w 1938. Mieści 48 600 osób. Na nim rozgrywają swoje mecze domowe kluby Independiente Santa Fe i Millonarios.

## Koncerty
Na płycie stadionu organizowano również koncerty:
- 1973 – James Brown
- 1988 – Concierto de Conciertos, Quiet Riot
- 1991 – Information Society
- 1992 – Guns N’ Roses
- 1994 – Pet Shop Boys
- 1995 – Bon Jovi, Luciano Pavarotti
- 1995 – UB40, Elton John, Sheryl Crow
- 1996 – Plácido Domingo
- 1997 – Fito Páez, Charly García, Mercedes Sosa, Celia Cruz
- 1998 – Fania All-Stars
- 2000 – Shakira
- 2004 – The Offspring
- 2012 – Paul McCartney
- 2012 -– Lady Gaga
- 2013, 2017– Justin Bieber
- 2014 – One Direction
- 2015 – Foo Fighters
- 2015 – KISS
- 2016 – The Rolling Stones
- 2024 – Iron Maiden